# Baseodiscus curtus
Baseodiscus curtus är en djurart som tillhör fylumet slemmaskar, och. Baseodiscus curtus ingår i släktet Baseodiscus och familjen Valenciniidae.
Artens utbredningsområde är Röda havet. Inga underarter finns listade i Catalogue of Life.